# Karl-Wilhelm Lange
Karl-Wilhelm Lange (* 25. April 1933 in Guben; † 5. April 2022) war ein deutscher Kommunalpolitiker (SPD) und Verbandsfunktionär.

## Leben und Wirken
Karl-Wilhelm Langes Familie gelangte nach dem Zweiten Weltkrieg heimatlos geworden 1948 nach Münden (Hann. Münden), der Heimatstadt seiner Mutter. Sein Vater war im Krieg gefallen. Nach Schulbesuchen in Ilmenau, Berlin, Wernigerode und Stade legte Lange 1954 in Hann. Münden die Abiturprüfung ab. Anschließend studierte er Rechts- und Sozialwissenschaften in Freiburg und Göttingen. In Freiburg prägte ihn als akademischer Lehrer u. a. Gustav Radbruch; in Göttingen war sein Lehrer u. a. Gerhard Leibholz, von dem Lange später sagte, er habe „prägenden Einfluss auf mein politisches Denken, für mein Verhältnis zu den politischen Parteien und zu ihrer Stellung im verfassungsrechtlichen Gefüge“ gehabt.
1958 folgte beim Oberlandesgericht Celle das erste, 1962 am Hanseatischen Oberlandesgericht in Hamburg das zweite juristische Staatsexamen. Seit 1958 war er als Regierungsassessor im Innen- und Wirtschaftsministerium in Kiel tätig.
Von 1962 bis 1966 bekleidete Lange als von der Landesregierung von Schleswig-Holstein eingesetzter „Staatskommissar“ das Amt des Bürgermeisters der Stadt Meldorf. Ab 1964 war er SPD-Mitglied. Von 1966 bis 1992 war er Stadtdirektor in Hann. Münden. Dort wandte er sich in den 1970er Jahren gegen die Aktivitäten von rechtsgerichteten Lehrern am örtlichen Grotefend-Gymnasium. Von 1993 bis 1997 war Lange Regierungspräsident der Bezirksregierung Braunschweig. In seiner Amtszeit wirkte er vor allem als „Motor der Verwaltungsreform in Niedersachsen“ und schuf das Haus der Braunschweigischen Stiftungen.
Lange gehörte zu den Gründungsmitgliedern der 1975 ins Leben gerufenen Arbeitsgemeinschaft Deutsche Fachwerkstädte, deren Vorsitzender und später Ehrenvorsitzender er war. Von 1998 bis 2002 war er zudem Präsident des Volksbundes Deutsche Kriegsgräberfürsorge (Volksbund); zuvor hatte er sich bereits langjährig auf Orts-, Bezirks- und Landesebene für den Volksbund engagiert.
Zum 80. Geburtstag erschien eine von Thomas Oppermann und Gerhard Steidl herausgegebene Festschrift, mit Beiträgen von Freunden und Wegbegleitern.

## Privates
Karl-Wilhelm Lange war seit 1955 verheiratet mit Heike Piepgras aus Neumünster; das Paar hatte vier Kinder. 1979 erwarb die Familie im Mündener Ortsteil Lippoldshausen die ehemalige Fachwerk-Dorfschule und entkernte und erneuerte sie in Eigenhilfe als Wohnhaus.
Lange starb Anfang April 2022 im Alter von fast 89 Jahren; der Parteifreund und ehemalige niedersächsische Ministerpräsident Gerhard Glogowski hielt die Trauerrede.

## Ehrungen
- Großes Verdienstkreuz des Verdienstordens der Bundesrepublik Deutschland[2]
- Großes Verdienstkreuz des Landes Niedersachsen[2]
- Kommandeurskreuz der Republik Polen[2]
- Ehrenbürger der Stadt Hann. Münden (2003)[2]